# Hans-Fallada-Haus

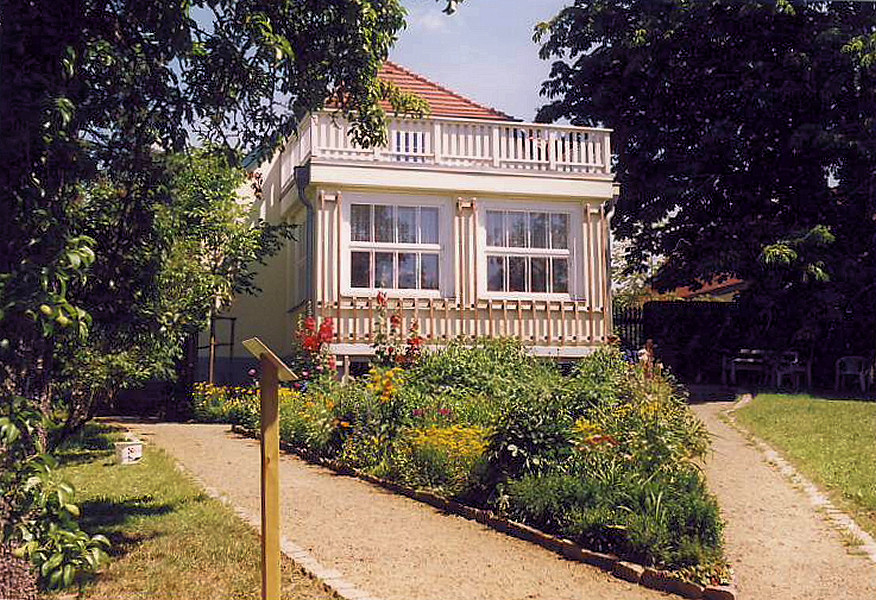
Das Hans-Fallada-Haus in Carwitz

Das Hans-Fallada-Haus ist ein dem Schriftsteller Hans Fallada gewidmetes Museum in Carwitz in Mecklenburg-Vorpommern im Landkreis Mecklenburgische Seenplatte. Das Gebäude ist ein Baudenkmal in der Gemeinde Feldberger Seenlandschaft.

## Geschichte
Das Hans-Fallada-Haus in Carwitz war von 1933 bis 1944 der Lebensort Falladas. Er ließ das Fachwerkhaus aus der Zeit um 1848 mit der alten Anschrift „Carwitz, Büdnerei 17“ mehrfach umbauen und ergänzte es durch eine Veranda. Fallada hatte das Haus gekauft, um fern der Hauptstadt Berlin seiner Morphium- und Alkoholsucht zu entkommen, sowie dem Denunziantentum, aufgrund dessen er seinen vorherigen Wohnort in Berkenbrück verlassen musste. Mit der „alten Büdnerei“ erfüllte sich der gelernte Landwirt auch den Traum von einer eigenen Landwirtschaft. Nach der Scheidung der Eheleute im Jahre 1944 bewohnte Anna Ditzen das Gehöft allein, nahm Feriengäste auf und betrieb Landwirtschaft. Sie verkaufte es 1965 an den Berliner Kinderbuchverlag, der es als Ferienheim nutzte. 1977 wurde das ehemalige Arbeitszimmer Falladas vom Literaturzentrum Neubrandenburg in eine Gedenkstätte umgewandelt.
Nach der Übernahme des Hauses 1992 durch die Stadt Feldberg nahm 1995 die Hans-Fallada-Gesellschaft hier den Museumsbetrieb auf. Zwischen 1996 und 2002 wurde das Anwesen unter denkmalpflegerischen Aspekten durch Städtebaufördermittel restauriert und dem Zustand von 1938 angenähert. 2006 und 2007 wurde bei einer zweiten Ausbauphase die Ausstellungsfläche erweitert. Über dem Scheunensaal befindet sich das vom Literaturzentrum Neubrandenburg betriebene Hans-Fallada-Archiv, das 2009 wegen fehlender Fördermittel des Kultusministeriums geschlossen wurde. Das Haus wird seit der Wiedereröffnung am 1. Mai 2001 von bis zu 16.000 Gästen jährlich besucht.

## Rundgang
Der folgende Rundgang, dem auch der Museumsführer von Knüppel und Kuhnke folgt, wird im Hans-Fallada-Haus empfohlen: Unmittelbar nach dem zu Falladas Zeiten kaum als solchem genutzten Eingangsbereich, in dem sich auch ein kleiner Museumsshop befindet, betritt man:
- Hans Falladas Arbeitszimmer: Es handelt sich um das frühere Arbeitszimmer, von Fallada auch als unteres Bücherzimmer bezeichnet. Hier entstanden die Manuskripte zu Wer einmal aus dem Blechnapf frißt und Wir hatten mal ein Kind. Der Schreibtisch ist ein Nachbau, von den Gegenständen auf dem Schreibtisch nur die Tischlampe authentisch. Bücherregale und Kastenschränke wurden von Fallada selbst entworfen und sind original. Von dort gelangt man durch das Esszimmer in die Veranda.
- Die Veranda: In der 1934 angebauten Veranda fand in den Sommermonaten das familiäre Leben statt. Das Bücherregal unter den Fenstern ist eine Rekonstruktion.
- Esszimmer: Die Möbel stammen überwiegend aus dem Besitz der Familie. Über der Couch hängen kleinformatig das Wappen der Ditzens und die verwandter Familien.
- Die Küche: Die 1934 erweiterte Küche wurde in den 1970er Jahren verändert, aber durch den nachgebauten Herd der ursprüngliche Zustand weitgehend wiederhergestellt.
- Das Obergeschoss: Die ursprüngliche steile Treppe zum Obergeschoss wurde in den 1970er Jahren abgerissen. Fallada hatte das bis auf eine kleine Kammer nicht ausgebaute Obergeschoss ausbauen lassen und drei Kammern geschaffen. Die Kammer links der Treppe wurde vor allem von den Haustöchtern (angestellte junge Frauen, für Kost und Logis) bewohnt. Der Treppe gegenüber lag das obere Bücherzimmer, in dem Fallada seine späteren Bücher schrieb (heute Büro des Museumsleiters). Im Flur des Obergeschosses über den für kleine Sonderausstellungen genutzten Schubfachschränken hängt ein Abguss von Falladas Totenmaske. Im Balkonzimmer rechts der Treppe schliefen die Gäste, wie z. B. der Verleger Ernst Rowohlt, der Fallada häufig besuchte. Dieses über der Veranda gelegene Zimmer wird heute als Filmvorführraum (Hans Fallada – Sein Leben in Mecklenburg) genutzt.
- Das Elternschlafzimmer: Der Kachelofen stammt aus Falladas Zeit. In den Vitrinen sind Erstausgaben von Falladas Werken und einzelne Exponate aus seinem Leben, wie z. B. die Abschrift eines Haftbefehls gegen Fallada, zu sehen.
- Mückes Kinderzimmer: Es widmet sich Falladas Schaffen als Kinderbuchautor.

Im Außengelände des Hauses sind sehenswert: die Gartenfläche vor dem Haus, das Dreiecksbeet (vor der Veranda, angelegt von Anna Ditzen), der Sitzplatz am Seeufer, das Bootshaus (Nachbau), die Graubirne und die Pappel, das Bienenhaus (Originalzustand aus Baujahr 1938), die Obstbaumplantage, der Hof und die Scheune (ca. 1849 erbaut, heute Tagungssaal).
Außerhalb des Museumsgeländes befindet sich die Grabstätte von Fallada, seiner Mutter, seiner ersten Frau Anna („Suse“) und der Tochter Lore („Mücke“) auf dem Carwitzer Friedhof.

## Fotogalerie

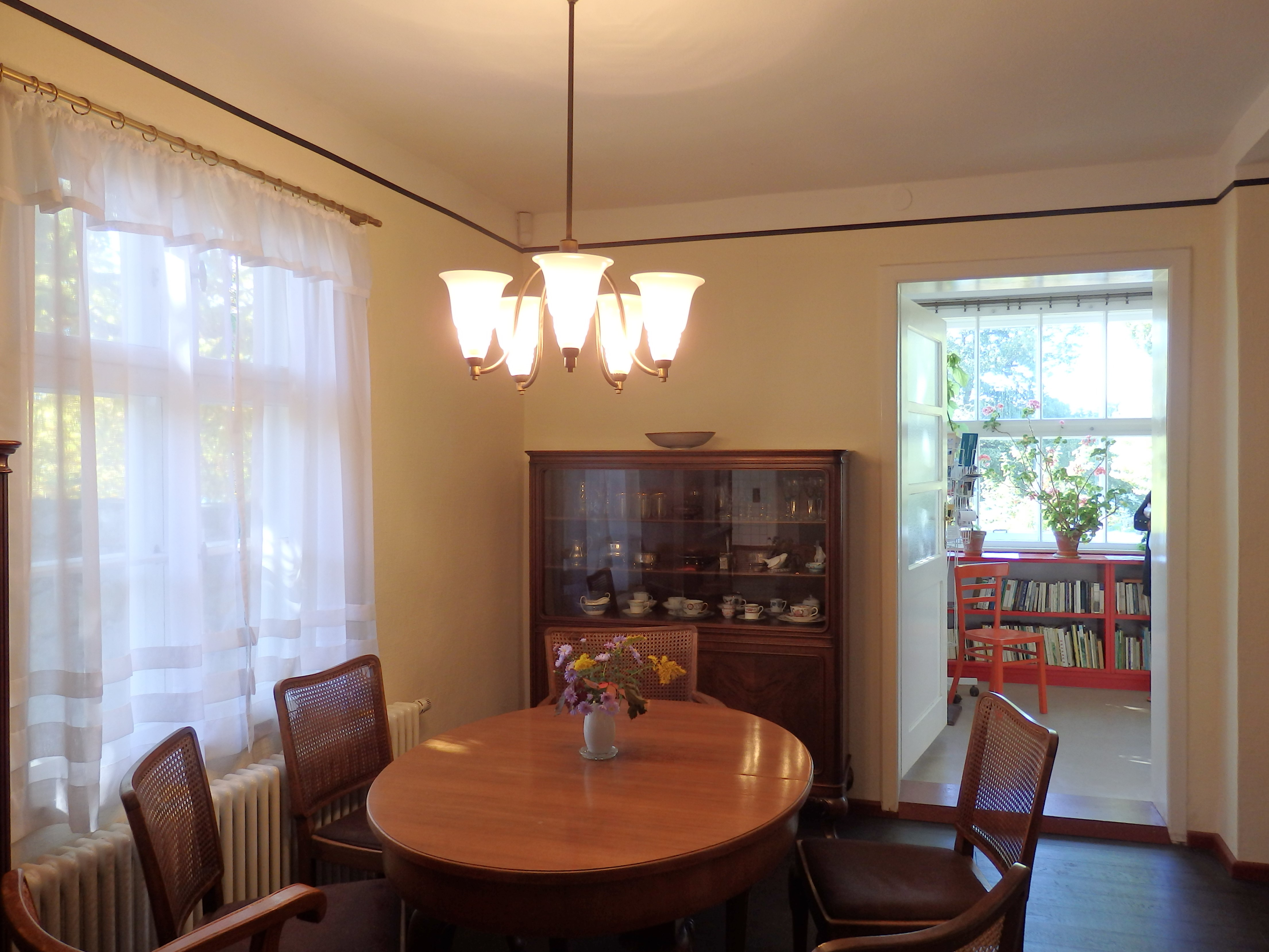
Wohnzimmer Blickrichtung Veranda
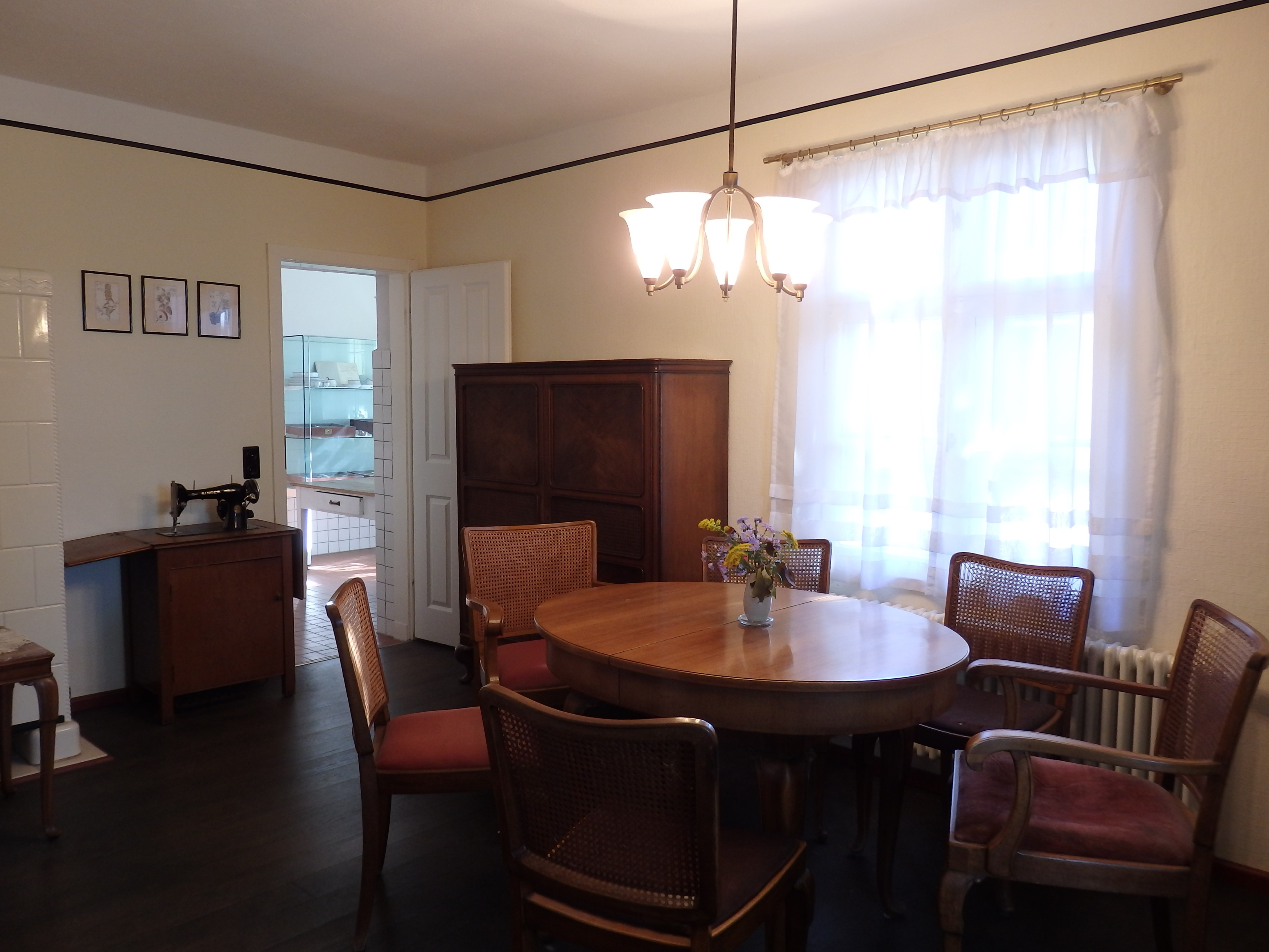
Wohnzimmer Blickrichtung Küche
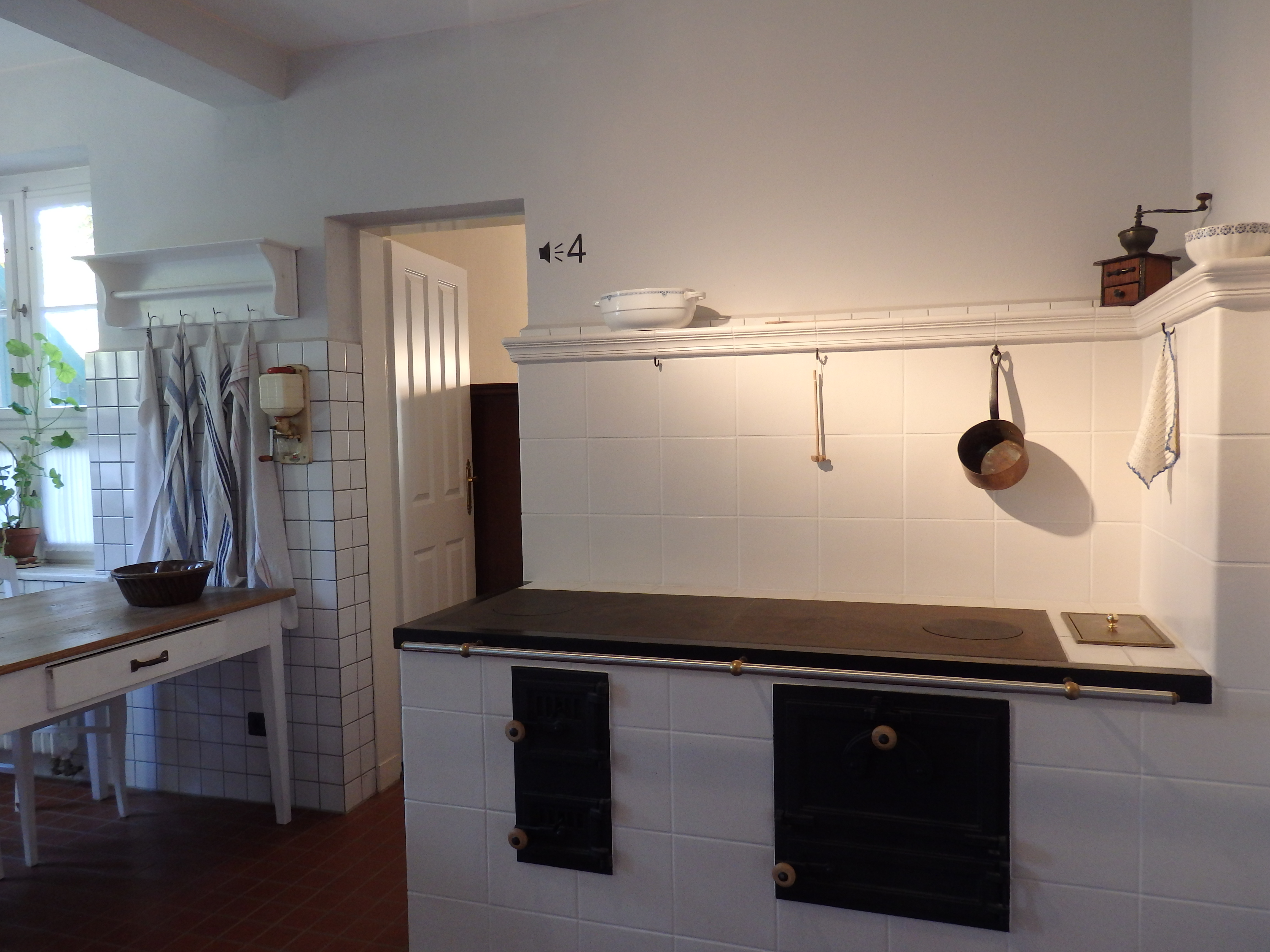
Küche
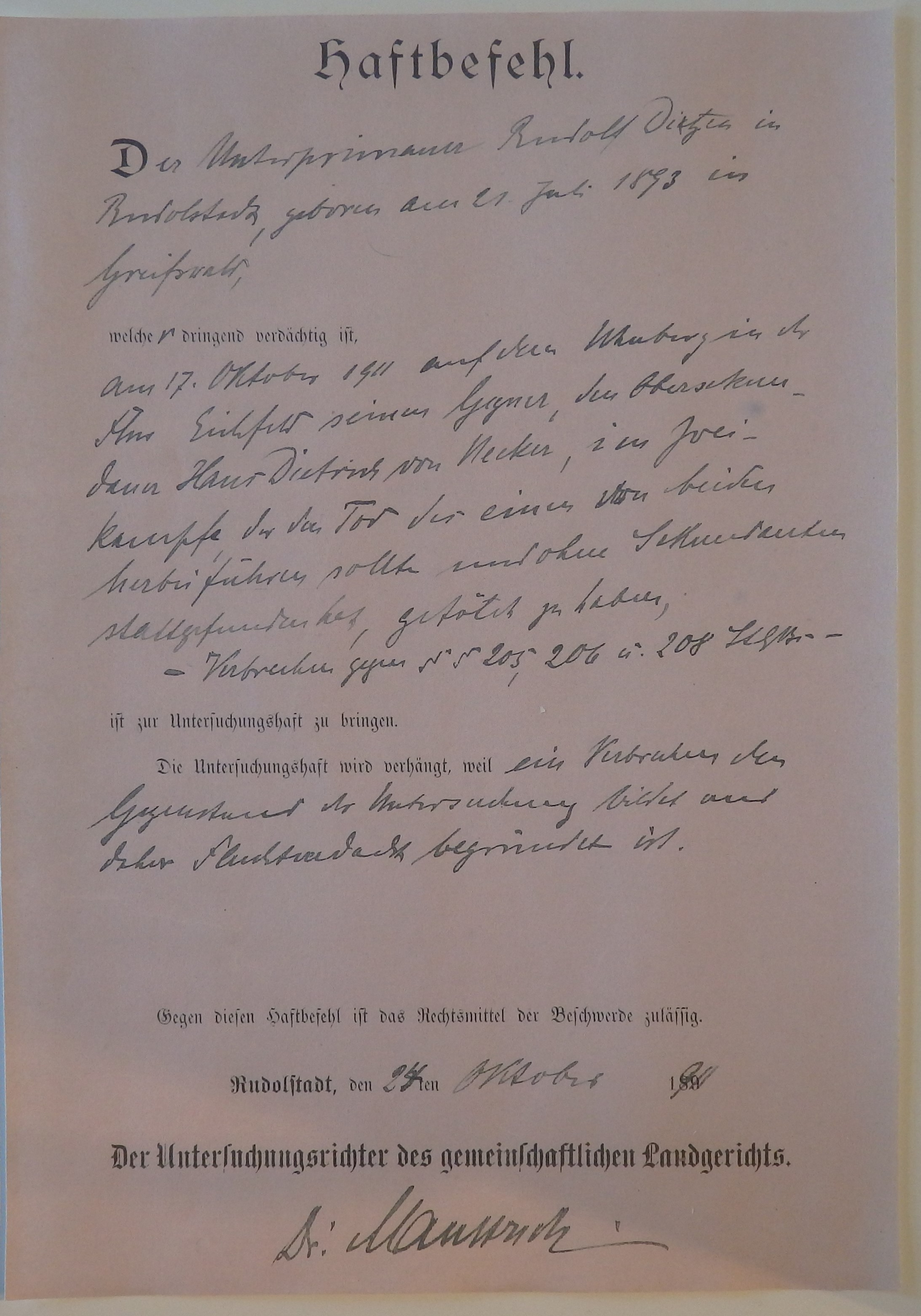
Haftbefehl gegen Fallada von 1911